# Márcio Azevedo
Márcio Azevedo, właśc. Márcio Gonzaga de Azevedo (ur. 5 lutego 1986 roku w Guarabira, w stanie Paraíba) – brazylijski piłkarz, grający na pozycji lewego obrońcy.

## Kariera piłkarska

### Kariera klubowa
Wychowanek klubu EC Juventude, w barwach którego w 2004 rozpoczął karierę piłkarską. W 2008 krótko występował w Fortaleza, po czym przeszedł do Paranaense. W 2010 został zaproszony do Botafogo. 28 lutego 2013 podpisał 4-letni kontrakt z ukraińskim Metalistem Charków. 17 sierpnia 2014 przeniósł się do Szachtara Donieck. 11 stycznia 2018 przeszedł do PAOKu Saloniki. 25 lipca 2018 wrócił do Paranaense.

## Sukcesy i odznaczenia

### Sukcesy klubowe
- mistrz Campeonato do Interior Gaúcho: 2007
- mistrz Campeonato Cearense: 2008
- mistrz Campeonato Paranaense: 2009
- brązowy medalista mistrzostw Ukrainy: 2014